# Жузе, Владимир Пантелеймонович
Владимир Пантелеймонович Жузе (10 февраля 1904 года, Казань  — 1 октября 1993 года, Санкт-Петербург) — физик, лауреат премии имени А. Ф. Иоффе (1985).

## Биография
Родился 10 февраля 1904 года в Казани. Сын Пантелеймона Жузе.
Учился в Казанском коммерческом училище.
В 1924 году окончил физико-математический факультет Азербайджанского университета (Баку).
В ФТИ работал с 1931 года, а с 1932 года руководил бригадой лучистой энергии.
Арестован 2 марта 1935 года за распространение «ложных слухов по поводу убийства С. М. Кирова». Осужден 26 марта 1935 как «социально опасный элемент» к ссылке вместе с семьей на 5 лет в Саратов. Работал доцентом Саратовского университета с 1937 по 1944 год.
В 1944 вернулся в ФТИ, находившийся в это время в эвакуации в Казани. После войны возвращается с ФТИ в Ленинград. В июне 1952 вместе с А. Ф. Иоффе переходит во вновь созданный ИПАН, где становится заведующим лабораторией. Вскоре его лишают ленинградской прописки, и в августе 1952 он вынужден уехать в Махачкалу. В Ленинград смог вернуться лишь после смерти Сталина.
Заведовал лабораторией до 1972 года.
Умер 1 октября 1993 года.

## Награды
- Премия имени А. Ф. Иоффе (1985) — за цикл работ по физике полупроводников